# Naomi Broadyová
Naomi Broadyová (* 28. února 1990 Stockport) je britská profesionální tenistka. Ve své dosavadní kariéře na okruhu WTA Tour vyhrála jeden turnaj ve čtyřhře. V rámci okruhu ITF získala do července 2021 devět titulů ve dvouhře a dvacet ve čtyřhře.
Na žebříčku WTA byla ve dvouhře nejvýše klasifikována v březnu 2016 na 76. místě a ve čtyřhře pak v květnu 2017 na 56. místě. Trénuje ji otec Simon Broady.
Tenis začala hrát v sedmi letech. Má sestru a dva bratry, z nichž Liam Broady je také tenista. Roku 2007 se stala juniorskou mistryní Velké Británie v kategorii osmnáctiletých.

## Finále na okruhu WTA Tour
| Legenda                           |
| --------------------------------- |
| D – dvouhra; Č – čtyřhra          |
| Grand Slam (0)                    |
| Turnaj mistryň (0)                |
| Premier Mandatory & Premier 5 (0) |
| Premier (0)                       |
| International (1–1 Č)             |

### Čtyřhra: 2 (1–1)
| Stav       | č. | datum          | turnaj            | povrch | spoluhráčka              | soupeřky ve finále                    | výsledek         |
| ---------- | -- | -------------- | ----------------- | ------ | ------------------------ | ------------------------------------- | ---------------- |
| Finalistka | 1. | 16. října 2016 | Hongkong, Čína    | tvrdý  | Heather Watsonová        | Čan Chao-čching Čan Jung-žan          | 3–6, 1–6         |
| Vítězka    | 1. | 8. dubna 2018  | Monterrey, Mexiko | tvrdý  | Sara Sorribesová Tormová | Desirae Krawczyková Giuliana Olmosová | 3–6, 6–4, [10–8] |

## Finále série WTA 125
| Legenda                  |
| ------------------------ |
| D – dvouhra; Č – čtyřhra |
| WTA 125 (0–2 Č)          |

### Čtyřhra: 2 (0–2)
| Stav       | č. | datum              | turnaj               | povrch      | spoluhráčka         | soupeřky ve finále                       | výsledek               |
| ---------- | -- | ------------------ | -------------------- | ----------- | ------------------- | ---------------------------------------- | ---------------------- |
| Finalistka | 1. | 19. listopadu 2017 | Tchaj-pej, Tchaj-wan | koberec (h) | Monique Adamczaková | Veronika Kuděrmetovová Aryna Sabalenková | 6–2, 6–7 (5–7), [6–10] |
| Finalistka | 2. | 22. dubna 2018     | Čeng-čou, Čína       | tvrdý       | Yanina Wickmayerová | Tuan Jing-jing Wang Ja-fan               | 6–7 (5–7), 3–6         |

## Finálové účasti na turnajích okruhu ITF
| $100,000 tournaments |
| $75,000 tournaments  |
| $50,000 tournaments  |
| $25,000 tournaments  |
| $10,000 tournaments  |

### Dvouhra: 10 (4–6)
| Stav       | Datum              | Turnaj       | Povrch    | Soupeřka ve finále | Výsledek        |
| ---------- | ------------------ | ------------ | --------- | ------------------ | --------------- |
| Vítězka    | 27. ledna 2009     | Grenoble (1) | tvrdý (h) | Youlia Fedossová   | 6–4, 6–2        |
| Finalistka | 5. května 2009     | Edinburgh    | antuka    | Tímea Babosová     | 4–6, 7–63, 68–7 |
| Vítězka    | 24. listopadu 2009 | Puebla       | tvrdý     | Ajla Tomljanović   | 7–64, 6–3       |
| Vítězka    | 1. prosince 2009   | La Habana    | tvrdý     | Jana Koroljovová   | 6–2, 6–0        |
| Vítězka    | 8. prosince 2009   | La Habana    | tvrdý     | Val. Confalonieri  | 6–2, 6–2        |
| Finalistka | 7. září 2010       | Madrid       | tvrdý     | Marta Sirotkinová  | 6–4, 4–6, 4–6   |
| Finalistka | 12. ledna 2011     | Glasgow      | tvrdý (h) | Jasmina Tinjićová  | 2–6, 2–6        |
| Finalistka | 25. ledna 2011     | Grenoble (2) | tvrdý (h) | M. Domachowska     | 4–6, 4–6        |
| Finalistka | 16. května 2011    | Izmir        | tvrdý     | M. Buzarnescu      | 5–7, 4–6        |
| Finalistka | 29. dubna 2012     | Bournemouth  | antuka    | Jade Windleyová    | 3–6, 1–6        |

### Čtyřhra: 12 (7–5)
| Stav       | Datum              | Turnaj        | Povrch      | Spoluhráčka         | Soupeřky ve finále                     | Výsledek              |
| ---------- | ------------------ | ------------- | ----------- | ------------------- | -------------------------------------- | --------------------- |
| Vítězka    | 7. listopadu 2007  | Redbridge     | tvrdý (h)   | Patrycja Sanduská   | Danielle Harmsenová Renée Reinhardová  | 0–6, 6–1, [10–5]      |
| Vítězka    | 15. dubna 2008     | Bol           | antuka      | Amra Sadikovićová   | Tina Obrezová Anja Prislanová          | 6–4, 6–3              |
| Vítězka    | 6. května 2009     | Edinburgh     | antuka      | Elizabeth Thomasová | Helene Auensenová Volha Duková         | 3–6, 6–3, [10–7]      |
| Finalistka | 31. května 2010    | Nottingham    | tráva       | Katie O'Brienová    | Sarah Borwellová Raquel Kops-Jones     | 3–6, 6–2, [7–10]      |
| Vítězka    | 7. září 2010       | Madrid        | tvrdý       | Emily Webley-Smith  | Jennifer Renová Marta Sirotkinová      | 6–2, 6–3              |
| Finalistka | 25. dubna 2011     | Karši         | tvrdý       | Isabella Hollandová | Teťjana Arefjevová Eugenia Paškovová   | 7–6(7–1), 5–7, [7–10] |
| Vítězka    | 17. května 2011    | Izmir         | tvrdý       | Lisa Whybournová    | Mihaela Buzărnescuová Tereza Mrdezaová | 3–6, 7–6(7–4), [10–7] |
| Vítězka    | 12. listopadu 2011 | Opole         | koberec (h) | Kristina Mladenovic | Paula Kaniaová Magda Linetteová        | 7–6(7–5), 6–4         |
| Vítězka    | 19. listopadu 2011 | Bratislava    | tvrdý (h)   | Kristina Mladenovic | Karolína Plíšková Kristýna Plíšková    | 5–7, 6–4, [10–2]      |
| Finalistka | 18. března 2012    | Clearwater    | tvrdý       | Heather Watsonová   | Jekatěrina Gorgodze Aljona Sotnikovová | 3–6, 2–6              |
| Finalistka | 21. dubna 2012     | Namangan      | tvrdý       | Paula Kaniaová      | Oxana Kalašnikovová Marta Sirotkinová  | 2–6, 5–7              |
| Finalistka | 20. května 2012    | Saint-Gaudens | antuka      | Julia Glušková      | Vesna Doloncová Irina Chromačovová     | 2–6, 0–6              |